# Феята на зъбките
„Феята на зъбките“ (на английски: Tooth Fairy) е американско фентъзи от 2010 г. на режисьора Майкъл Лембек. Във филма участват Дуейн Джонсън, Ашли Джъд и Джули Андрюс. Заснет е във Ванкувър. Филмът излиза по кината в САЩ от „Туентиът Сенчъри Фокс“ на 22 януари 2010 г.
Продължението, директно издаден на видео – „Феята на зъбките 2“, с участието на Лари Кабелджията, е пуснат на 6 март 2012 г.

## В България
На 8 февурари 2015 г. филмът е излъчен премиерно по „Би Ти Ви“ с български дублаж, записан в студио Медиа Линк. Ролите се озвучават артистите от Татяна Захова, Христо Узунов, Николай Николов, Кирил Бояджиев, Даниела Йорданова.
На 23 декември 2023 г. е излъчен по Нова телевизия с втори дублаж. Екипът се състои от:
| Пост                | Име |
| ------------------- | --- |
| Озвучаващи артисти  | Христина Ибришимова Петя Миладинова Нина Гавазова Христо Узунов Стефан Сърчаджиев-Съра Димитър Иванчев |
| Преводач            | Илияна Велчева                                                                                         |
| Тонрежисьор         | Цветомир Цветков                                                                                       |
| Режисьор на дублажа | Димитър Кръстев                                                                                        |